# Молдова на зимових Олімпійських іграх 2014
Молдова на зимових Олімпійських іграх 2014 року у Сочі була представлена 4 спортсменами в 4 видах спорту. Прапороносцем на церемонії відкриття Олімпіади став лижник Віктор Пинзару.
Молдова, як незалежна країна, ушосте взяла участь у зимових Олімпійських іграх. Молдовські спортсмени не здобули жодних медалей.

## Спортсмени
| Вид спорту          | Чоловіки | Жінки | Всього |
| ------------------- | -------- | ----- | ------ |
| Біатлон             | 0        | 1     | 1      |
| Гірськолижний спорт | 1        | 0     | 1      |
| Лижні перегони      | 1        | 1     | 2      |
| Санний спорт        | 1        | 0     | 1      |
| Усього              | 3        | 1     | 4      |

## Біатлон
Спринт
| Змагання | Спортсмени          | Час     | Промахи | Місце |
| -------- | ------------------- | ------- | ------- | ----- |
| Жінки    | Каменщик Олександра | 27:37.0 | 2+3     | 84    |

## Гірськолижний спорт
| Спортсменн    | Дисципліна             | Разом        | Разом        |
| Спортсменн    | Дисципліна             | Час          | Місце        |
| ------------- | ---------------------- | ------------ | ------------ |
| Георг Лінднер | супергігант (чоловіки) | не фінішував | не фінішував |

## Лижні перегони
Дистанція
| Спортсмен           | Дисципліна                     | Фінал   | Фінал       | Фінал |
| Спортсмен           | Дисципліна                     | Час     | Відставання | Місце |
| ------------------- | ------------------------------ | ------- | ----------- | ----- |
| Каменщик Олександра | 10 км класичним стилем (жінки) | 39:52.6 | +11:34.8    | 71    |

Спринт
| Спортсмен      | Дисципліна        | Кваліфікація | Кваліфікація | Чвертьфінал | Чвертьфінал | Півфінал   | Півфінал   | Фінал      | Фінал      |
| Спортсмен      | Дисципліна        | Час          | Місце        | Час         | Місце       | Час        | Місце      | Час        | Місце      |
| -------------- | ----------------- | ------------ | ------------ | ----------- | ----------- | ---------- | ---------- | ---------- | ---------- |
| Віктор Пинзару | спринт (чоловіки) | 4:04.91      | 77           | не пройшов  | не пройшов  | не пройшов | не пройшов | не пройшов | не пройшов |

## Санний спорт
| Спортсмен      | Дисципліна                | Спуск 1 | Спуск 1 | Спуск 2 | Спуск 2 | Спуск 3 | Спуск 3 | Спуск 4 | Спуск 4 | Разом    | Разом |
| Спортсмен      | Дисципліна                | Час     | Місце   | Час     | Місце   | Час     | Місце   | Час     | Місце   | Час      | Місце |
| -------------- | ------------------------- | ------- | ------- | ------- | ------- | ------- | ------- | ------- | ------- | -------- | ----- |
| Богдан Маковей | одномісні сани (чоловіки) | 54.591  | 37      | 54.271  | 35      | 53.925  | 35      | 53.779  | 36      | 3:36.566 | 36    |